# Autoroute A83 (France)
Pour les articles homonymes, voir A83.
L'autoroute A83, appelée E3 au niveau européen, est une autoroute des Pays de la Loire et de Nouvelle-Aquitaine ; concédée aux Autoroutes du Sud de la France (ASF, zone ouest), elle relie Nantes à Niort via Fontenay-le-Comte et rejoint l'A10 au niveau de Niort qu'elle contourne par le nord, permettant la liaison Nantes-Bordeaux.
D'une longueur totale de 152,5 km, l'A83 fait partie de la route des Estuaires.
Radio Vinci Autoroutes (107,7 MHz) fonctionne sur l'A83, secteur ASF.

## Problèmes de tracé
L'A83 n'est inaugurée en sa totalité qu'en 2001 avec l'ouverture de son dernier tronçon, entre Oulmes et Niort, mettant fin à une longue polémique commencée en 1987.
À l'origine, l'A83 devait rejoindre l’A10 en contournant Niort par le sud, passant près de Coulon et de Magné. Ce tracé était plus direct entre Nantes et Bordeaux mais devait alors traverser le Marais poitevin, risquant de perturber la faune, la flore et les paysages de ce marais mouillé. L'A83 est ouverte entre Nantes et Oulmes en attendant de trouver un tracé présentant moins de risque pour l'environnement. La recherche d'un tracé sud passant plus près de Niort se heurtait à la double proximité du marais mouillé et du quartier urbanisé de Saint-Liguaire.
Finalement, en 1992, le tracé contournant Niort par le nord (plus long) est choisi, décision rejoignant l'opinion de certains milieux économiques du département des Deux-Sèvres qui voyait dans cette option une meilleure desserte du département.
Les 34,4 derniers kilomètres, entre Oulmes et Niort, sont inaugurés par Ségolène Royal, en 2001, alors député des Deux-Sèvres, après un conflit contre certains élus locaux et les services de l'équipement pour que le Marais poitevin soit épargné. Elle avait alors sollicité l'arbitrage du président François Mitterrand.

## Création ultérieure de la sortie 3
La création de la sortie 3 de l'autoroute A83 était prévue initialement dans le contrat entre l’ASF et l’État. L’ASF avait jusqu’en 2032 pour la créer. Cette sortie est finalement financée par le département de Loire-Atlantique. Elle est inaugurée en 2016. S’ensuivent les travaux de contournement d’Aigrefeuille-sur-Maine. Par contre, le contournement de Montbert est abandonné. De nombreux camions et voitures passent par Montbert, pour rejoindre la route de La Roche-sur-Yon et l'autoroute, augmentant les nuisances sonores.

## ProjetA831
Cet ancien projet d'autoroute : Fontenay-le-Comte-Rochefort était un des maillons de la route des Estuaires, permettant de rejoindre l'A83 au niveau de Fontenay-le-Comte. Il est abandonné en juillet 2015 à l'expiration de sa déclaration d'utilité publique.
Bien que le projet autoroutier soit abandonné, des études sont lancées pour la réalisation du contournement de la ville de Marans.

## Sorties
Section concédée à DIR Ouest et gratuite
- Boulevard de Vendée, sortie de Nantes, portion urbaine de Nantes (Voie déclassée, 2 × 1 voies).
  - Pont sur  la Sèvre Nantaise.
  -   Portion sans séparation centrale, périphérie de Nantes.
- Échangeur entre A83 et Périphérique de Nantes (RN 844) : 
  - Périphérique Intérieur : Noirmoutier, Brest, Vannes (A82), Rennes, Rezé, Les Sorinières,  Aéroport de Nantes-Atlantique
  - Périphérique Extérieur : Poitiers, Paris (A11), Vertou
  -   Début de l'A83, début de 2 × 2 voies. Périphérie de Nantes.
  -  Vitesse limitée à 110 km/h, sur 4 km. Fin de périphérie de Nantes.
  -  Aire de service de la Grassinière (dans les deux sens)
- 1 La Roulière à 4 km : Les Sorinières, Saint-Philbert-de-Grand-Lieu, La Roche-sur-Yon par RD (depuis et vers Nantes)
- 2 La Cour Neuve à 6 km : Les Sorinières, Aigrefeuille-sur-Maine, La Rochelle, Niort par RD

Section concédée à ASF et payante.
- km 0 de l'A83.
- Péage du Bignon (à système fermé) à 2 km
- 3 Aigrefeuille à 9 km : Aigrefeuille-sur-Maine, Montbert, Saint-Philbert-de-Grand-Lieu, Clisson
  -  Aires de repos de Remouillé-Est (sens  Niort - Nantes),  de Remouillé-Ouest (sens Nantes - Niort) à 15 km
- 4 Montaigu à 22 km : Montaigu, Boufféré, La Roche-sur-Yon, Les Sables-d'Olonne par RD

Passage du département de la Loire-Atlantique à celui de la Vendée.
- -  Aires de service des Brouzils (sens Nantes - Niort),  de Chavagnes-en-Paillers (sens Niort - Nantes) à 33 et 34 km
- Échangeur entre A87 et A83 (Échangeur des Essarts) à 44 km : La Roche-sur-Yon, Les Sables-d'Olonne, Angers, Cholet, Les Herbiers
- 5 Les Essarts à 45 km : Les Essarts
  -  Aires de repos de Sainte-Florence-Ouest (sens  Nantes - Niort),  de Sainte-Florence-Est (sens Niort - Nantes) à 49 km
  - Viaduc sur  la Vouraie.
- 6 Chantonnay à 65 km : Bournezeau, Chantonnay, Pouzauges, La Roche-sur-Yon, Les Sables-d'Olonne
  - Pont sur  le Lay
  -  Aire de service de la Vendée (dans les deux sens) à 72 km
  - Pont sur  la Smagne.
- 7 Sainte-Hermine à 76 km : Luçon, Sainte-Hermine, La Rochelle
- 7.1 Fontenay-le-Comte - ouest à 94 km : Fontenay-le-Comte, la Châtaigneraie, Luçon, Pouzauges
  -  Aires de repos d’Auzay-Est (sens  Niort - Nantes),  d’Auzay-Ouest (sens Nantes - Niort) à 95 et 97 km
  - Pont sur  la Vendée.
- 8 Fontenay-le-Comte - centre à 100 km : Marans, Fontenay-le-Comte
- 9 Niort - ouest à 113 km : Niort - centre, Marais poitevin

Passage du département de la Vendée à celui des Deux-Sèvres.Passage de la région des Pays de la Loire à celui de la Nouvelle-Aquitaine.
- -  Aires de service de la Chateaudrie (sens Nantes - Niort),  de la Canepetière (sens Niort - Nantes) à 126 km
  - Viaduc de  l'Égray.
- 10 Niort - nord à 135 km : Niort - nord, Parthenay, Bressuire, Angers, Saumur par RD
  - Pont sur  la Sèvre niortaise.
- 11 Niort - est à 143 km : Niort, Saint-Maixent-l'École, La Crèche, Chauray
  -   Avant séparation de la 2 × 2 voies, à 600 m.
  -   Avant séparation de la 2 × 2 voies, à 200 m.
  -   Séparation de la 2 × 2 voies, avant échangeur.
- Échangeur entre A10 et A83 à 145 km : Paris, Poitiers, Bordeaux, Saintes, Limoges, Angoulême
  -  Fin de l'autoroute A83, vers autoroute A10.

## Galerie

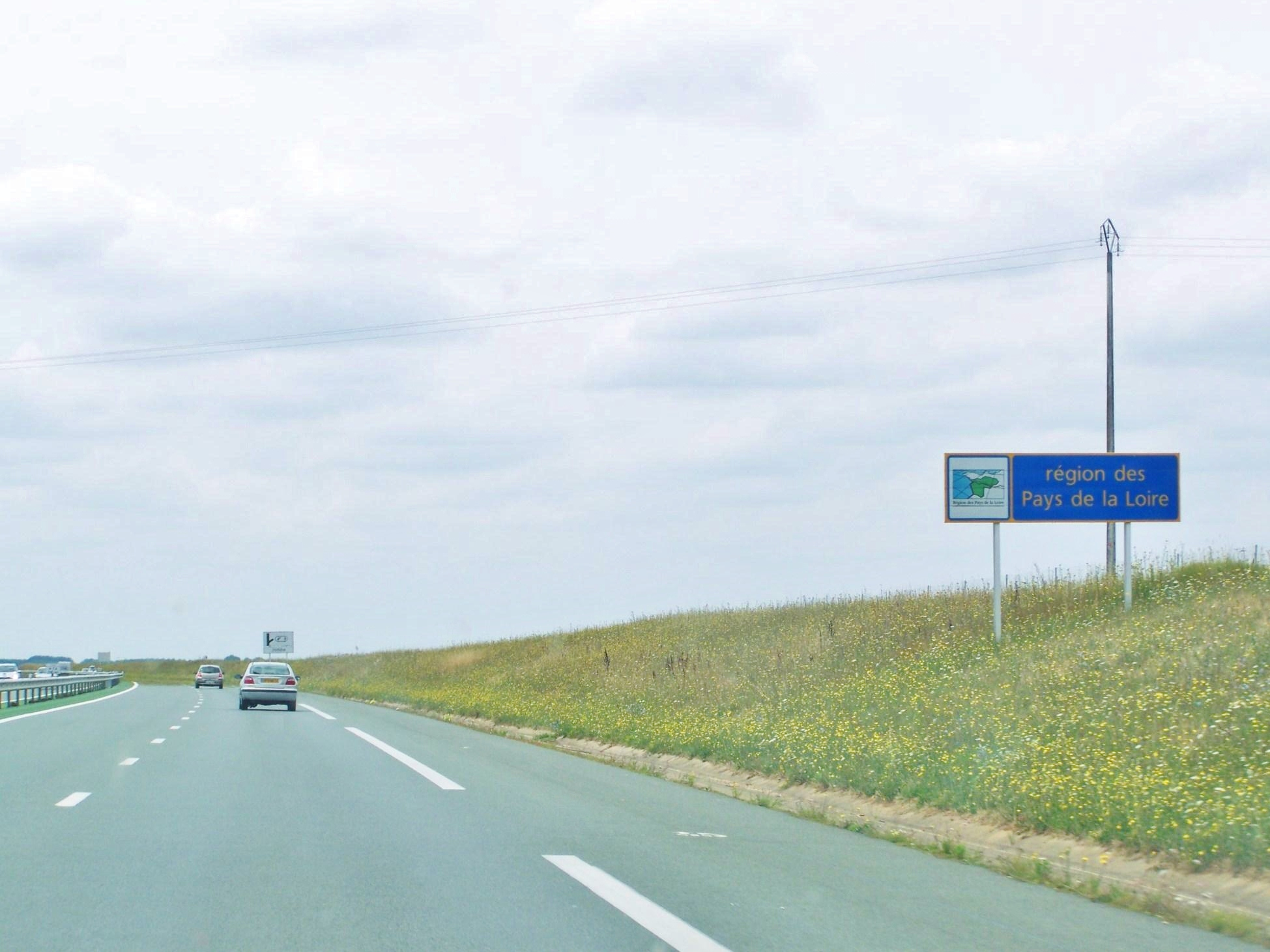
L'autoroute A83 entre les sorties 9 et 10, à hauteur de la limite territoriale de la région des Pays de la Loire.
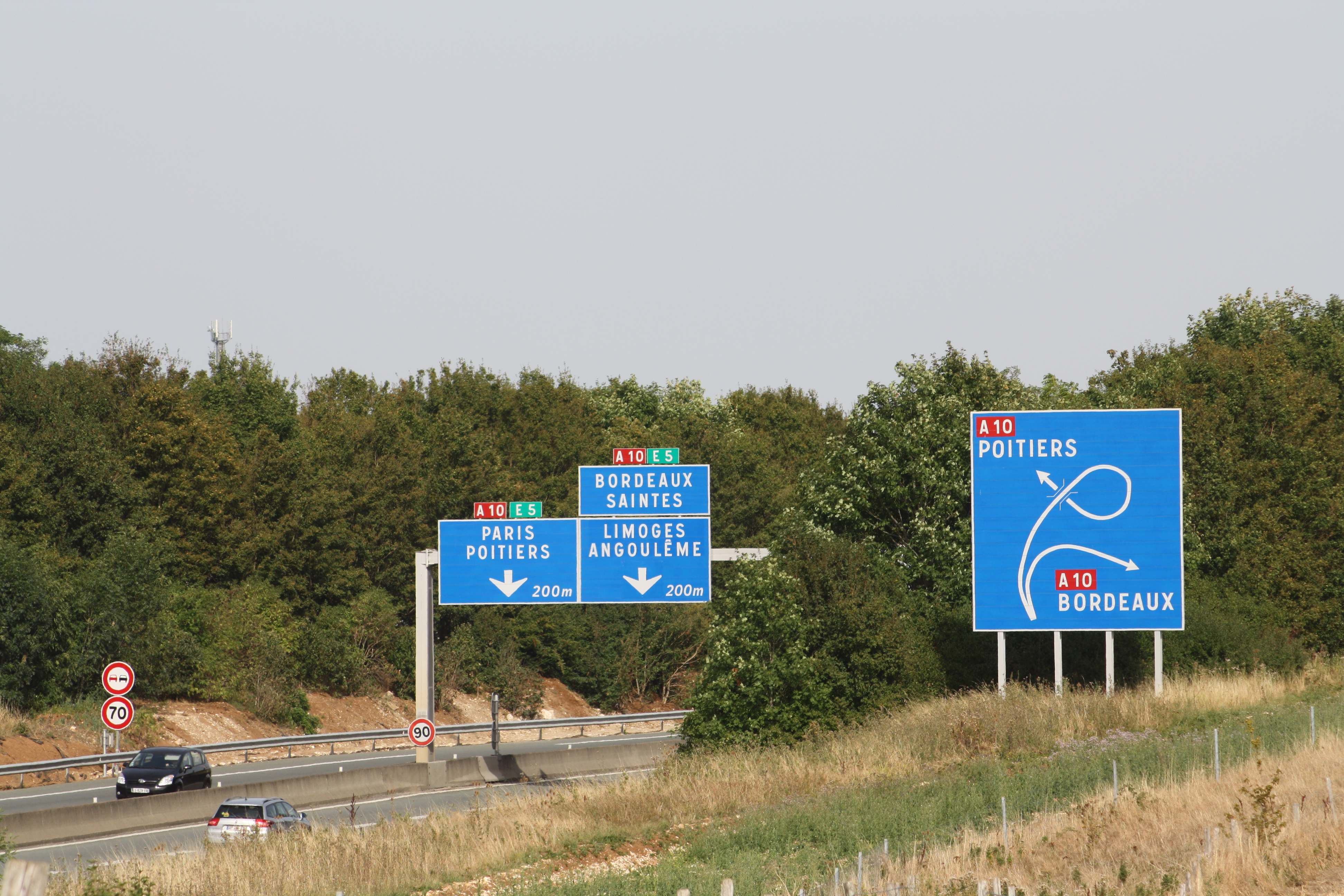
Échangeur entre les autoroutes A10 et A83 : Paris, Poitiers, Bordeaux, Saintes.
- L'A83, de l'échangeur avec la D 178 au site Airbus (Domaine d'activités aéronautiques), via le périphérique nantais (sorties 48 à 50).

## Lieux touristiques
- Par la sortie 4 : Nord de la côte vendéenne, Historial de la Vendée et Logis de la Chabotterie ;
- Par la sortie 7 : Sud de la côte vendéenne ;
- Par la sortie 7.1 : Massif forestier de Mervent-Vouvant ;
- Par les sorties 7.1 et 8 : Fontenay-le-Comte cité Renaissance, ville d'Art et d'Histoire ;
- Par la sortie 8 : Abbaye de Maillezais, Abbaye Royale de Nieul-sur-l'Autise ;
- Par la sortie 9 : Marais poitevin.

## Lieux sensibles
(Uniquement les lieux à bouchons et les pentes dangereuses) :
Après la gare de péage du Bignon, vers Nantes, la circulation se charge et il peut y avoir des ralentissements importants avant l'entrée sur le périphérique nantais, en particulier aux heures de pointe.
Le croisement A83/A10, le trafic peut rapidement se saturer sur l'A83 puisque l'A10 est souvent saturée à cet échangeur, surtout durant les grands weekends.